# Jacques Fatton
Pour les articles homonymes, voir Fatton.
Jacques "Jacky" Fatton est un joueur de football franco-suisse né le 19 décembre 1925 à Exincourt, en France et mort à Genève, en Suisse, le 25 juillet 2011. 
Évoluant au poste d'attaquant, il joue au Servette FC, à l'Olympique lyonnais, et en équipe de Suisse.

## Biographie

### En club
Avec le Servette FC, il remporte trois titres de champion de Suisse, et une Coupe de Suisse. Il termine meilleur buteur du championnat à trois reprises. Il réalise sa meilleure performance lors de la saison 1949-1950, où il marque 32 buts. Avec un total de 275 buts inscrits en première division suisse, il est le meilleur buteur de l'histoire de ce championnat.
Avec l'équipe du Servette, il joue également quatre matchs en Coupe d'Europe des clubs champions. Lors de cette compétition, il inscrit trois buts contre le club tchécoslovaque du Dukla Prague.
Étant une légende sur Servette FC, le club a décidé, à sa mort, de mettre un maillot grenat enorme floqué de son numéro (11) ainsi que de son nom, sur les tribunes S et T du stade de Genève. 
Avec l'Olympique lyonnais, il dispute 83 matchs en Division 1, inscrivant 33 buts. Le 28 novembre 1954, il inscrit un doublé lors du derby contre l'AS Saint-Étienne, sur la pelouse des Verts.

### En équipe nationale
Il reçoit 53 sélections et inscrit 29 buts en équipe de Suisse entre 1946 et 1955.
Il reçoit sa première sélection en équipe nationale le 11 mai 1946 contre l'Angleterre, et sa dernière le 19 juin 1955 face à l'Espagne.
Le 15 octobre 1950, il inscrit trois buts lors d'un match amical face aux Pays-Bas. À trois reprises, il porte le brassard de capitaine de la Nati.
Il participe avec l'équipe de Suisse à la Coupe du monde de 1950 organisée au Brésil, puis au mondial 1954 qui se déroule dans son pays natal. Il dispute trois matchs lors de la Coupe du monde 1950, et quatre lors du mondial 1954. 
Lors du mondial 1950, il inscrit un doublé contre le Brésil, permettant à son équipe d'arracher le match nul. Puis lors de la Coupe du monde 1954, il est l'auteur d'un but face à l'Italie. La Suisse atteint les quarts de finale de la Coupe du monde 1954, en étant battue par l'Autriche sur le score de 7-5, alors qu'elle menait pourtant 3-0 à la 19e minute de jeu. 
Il a l'habitude de dédicacer ses buts à la société Fatton SA, transitaire reconnu dans la région.

## Palmarès
- Champion de Suisse en 1946, 1950, 1961 et 1962 avec le Servette FC
- Vainqueur de la Coupe de Suisse en 1949 avec le Servette FC

## Distinctions personnelles
- 1949 : meilleur buteur du Championnat de Suisse, avec 21 buts
- 1950 : meilleur buteur du Championnat de Suisse, avec 32 buts
- 1962 : meilleur buteur du Championnat de Suisse, avec 25 buts
- Meilleur buteur de l'histoire du championnat Suisse, avec 274 buts